# Ludzki magnetyzm

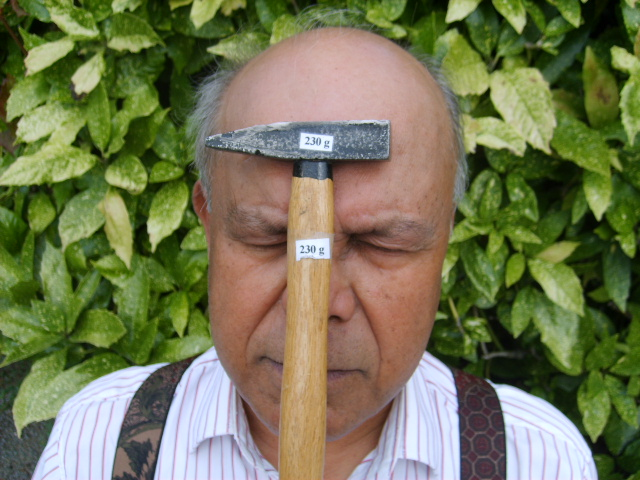
Mężczyzna „przyciągający” młotek

Ludzki magnetyzm – popularna nazwa rzekomej zdolności niektórych ludzi do przyciągania przedmiotów przez skórę. Osoba z takimi zdolnościami nazywana jest często człowiekiem-magnesem. 
Mimo że najpopularniejsze są metalowe obiekty, niektórzy twierdzą, że potrafią też przyciągać inne materiały, na przykład szkło, porcelanę, drewno, plastik, jak też metale bez właściwości ferromagnetycznych, takie jak mosiądz, czy aluminum. W rzeczywistości żaden z odnotowanych przypadków ludzkiego magnetyzmu nie opowiada faktycznym zasadom magnetyzmu, co wskazuje na to, że owa „zdolność” jest jedynie błędnym rozumieniem fizyki.

## Znane przypadki
- Aurel Răileanu z Rumunii, znany też jako Mr. Magnet, jest uważany za najsilniejszy ludzki magnes[2]
- Brenda Allison z Wielkiej Brytanii[3]
- Etibar Elchyev z Gruzji, rekordzista Guinnessa w kategorii „najwięcej łyżek przyczepionych do ciała”[4]
- Ivan Stoiljkovic, chłopiec z Chorwacji[5]
- Waldemar Boczar, jeden z najsłynniejszych polskich ludzkich magnesów[6]

## Wyjaśnienia
Według wyjaśnień naukowców, zjawisko to nie ma nic wspólnego z magnetyzmem, ponieważ ludzie potrafią też „przyciągać” przedmioty, które nie są metalowe. Sceptyk Benjamin Radford użył w swoich badaniach kompasu, by sprawdzić pole magnetyczne osoby, która określała się mianem ludzkiego magnesu. Udowodnił on, że tacy ludzie nie wytwarzają żadnego pola. Pokazuje to, że ludzki magnetyzm jest wynikiem działania innych zjawisk fizycznych. Wielu naukowców i przeciwników pseudonauki, w tym James Randi, twierdzi, że zjawisko to jest spowodowane nadzwyczajnie lepką skórą.